# 神風連之亂
神風連之亂，又稱敬神黨之亂，是日本明治時期的士族叛亂。

## 事件經過

### 起因
明治維新初期，日本的治安主要是薩摩、長州、土佐等地的武士組成的官軍負責，但隨倒幕運動發展，明治政府意識到不能只靠未經系統化訓練的武士，便實施一連串改革，將各藩的武士集中到中央政府手中。之後又廢除諸多武士特權，廢刀令的施行更是引發武士強烈不滿。

### 爆發
1876年10月24日深夜，敬神黨分為數隊，分別襲擊熊本鎮台司令官種田政明宅、熊本縣令安岡良亮宅，種田政明、安岡良亮及其他4名縣廳官員被殺。之後，敬神黨全員襲擊政府軍所在的熊本鎮台（位於熊本城內），將城內的兵士們依次殺害後，控制了炮兵營。
但是到了第二天早上，政府軍一方的兒玉源太郎等將校趕至熊本城。在兒玉源太郎的指揮下，政府軍重整軍容，開始了真正意義上的反攻。加屋霽堅、齋藤求三郎等中彈身亡。首謀者太田黑伴雄也中彈，身負重傷，躲至附近的民家，不久自盡。失去了指導者的敬神黨開始敗退，其中大部分人自盡。

### 事後
大多數未自殺的敬神黨人遭到斬首。

## 文學作品中的應用

### 豐饒之海－奔馬
三島由紀夫豐饒之海四部曲的奔馬的主角飯沼勳便是受此事件影響而成為右翼青年。